# 穆荷蘭大道 (電影)
《穆赫兰道》（英語：Mulholland Drive）是一部2001年美国新黑色谜团片，由大卫·林奇执导。大卫·林奇最初为美国广播公司做了一部连续剧的两小时样片，希望能再创《双峰》的辉煌，然而当他最终递交时，公司却要求对片长和内容作大量的剪裁，在他不情愿地完成了剪裁之后，公司又决定放弃这项计划。
但林奇保留了对胶片的支配权，并在Canal+（一家法国发行商）的帮助下完成了《穆荷蘭大道》的制作。影片在2001年第54屆坎城影展首映，大获好评。他与拍摄《缺席的男人》的乔尔·科恩共同獲得最佳导演奖。
影片在美国（及包括英国的其他国家）广受好评，被纽约影评人协会评为年度最佳影片，更得到过去一直对林奇的作品持保留意见的评论家罗杰·埃伯特的热情赞扬。林奇憑影片第二次被提名奧斯卡最佳導演獎。在美国的票房有7百万美金，全球票房1千3百万美金。
然而，随着大量在网上流传的关于其真实涵义的诠释，《穆荷蘭大道》近年来已晋身殿堂级影片。林奇从未对其涵义作任何解释。虽然英美發行的DVD插页中包含10条导演提供的线索，但這只引发了更多关于影片神秘寓义的猜测。

## 内容介绍
影片开头是纵横错乱的吉魯巴舞场景，接着画面层叠出一位背後跟隨著一男一女長輩的年轻女子，她的脸上带着甜美的笑容。接着是某人的第一视觉，模糊不清晰，伴随有沉重的呼吸声，在眼前只见一套红色的枕头。镜头淡出。
加州洛杉矶的深夜，一个雍容华贵的黑发女人（蘿拉·賀林饰）乘搭着一辆高级大型轿车。车在穆赫兰大道上拐弯前进。车突然停下来，前面的司机用手枪威胁这位女士，但正在这时迎面驶来两辆快车，其中一辆正好撞上了轿车。这位女士失魂落魄的走出车外，急不择路，她跌跌撞撞下山进入洛杉矶，睡在了一间无人公寓里。
接着镜头一转，到了一家小餐馆，一个紧张的年轻男人对坐在对面的沉着中年男人诉说着自己的梦，说道自己梦到过这个餐馆，还有餐馆外面一个怪物。中年男人付账后，两人一起到外面，走到一堵墙附近，突然墙后面移出一个蓬头垢面，外形恐怖的形象，年轻男子当场吓晕。
接着是一条电话链，一个奇怪的男人拿起电话说：“女孩还没找到。”，后面的人又拨到另一个人那，再传了一次，但当电话打到一个旅馆房间的时候，没人应答。
第二天，一个刚到洛杉矶来寻明星梦的年轻女子（妮奥米·瓦兹饰）和一对老夫妇走出了机场。那对老夫妇过分热情地祝好运。这位年轻女子乘搭出租车，要去姨妈在洛杉矶的公寓。
在一个会议室，一个电影导演亚当，被迫选一个叫卡米拉的金发女子当他新电影的女主角，他拒绝。但对方两个意大利人中的一个说：“那不再是你的电影。”他下楼用高尔夫球杆敲碎了意大利人的挡风玻璃，接着开车回家，但是发现他的妻子和泳池清洁工光着身在床上，他倒油漆到妻子的珠宝里一报复，但被清洁工揍了一顿，还被扔到屋外。
一个笨拙的杀手杀死了一个长髮男人，偷了一本“黑书”。但布置现场的时候失手，一枪打到隔壁的一位胖秘书上，他只好杀人灭口，但不巧又被一个清洁工看到，他只好再开杀戒。最后竟又不小心打中了吸尘器，引起了警报。他只得落荒而逃。
贝蒂来到公寓，一个自称科科的房东女士，把她带到贝蒂姨妈的公寓单位。在浴室里，贝蒂发现了黑发女士。黑发女士看到一幅电影海报后自称为丽塔。但后来她承认自己失忆了，连自己的名字都不知道，只记得车祸和一个街名—穆荷蘭大道。贝蒂把黑色手袋交给丽塔，让后者打开，以求得什么线索。袋子里有几叠百元面值的美钞，和一把形状怪异的蓝色钥匙。她们决定一起弄清黑发女人的身份和那晚发生的事。
亚当在小旅店里落脚，房门被敲开，老板说他的信用卡没钱了，两个男人来过，通知他，亚当破产了。亚当打电话给秘书，秘书告诉他，一个牛仔要见他。他应邀开车到指定地点，一个牛仔出现，说了一些奇怪的话，但他强迫亚当选那个金发的卡米拉作主角，还说：“你如果按你听到的去做，你还会见到我一次。如果你没有按你听到的去做，你会再见到我两次。”
贝蒂为了试镜，在家里和丽塔对台词。她的表演生硬。但到了现场，她是如此的入戏，观众都被她征服了。接着贝蒂被两位女士带到电影棚去见导演亚当。在那，亚当在选角，当金发卡米拉上场演唱的时候，亚当说：“就是她了。”贝蒂来了，她和亚当四眼相交，但是贝蒂很失魂地说，自己约了朋友，要离开了，就急急忙忙地回去了。
在餐厅里，丽塔看着女侍应生胸前的名牌，唤醒了一个名字 -- 戴安娜·塞尔文。两位女士根据线索去到一位叫戴安娜的公寓，她们发现戴安娜跟邻居的一位女士换了公寓单位。她俩接着就去了那公寓，公寓里没人。贝蒂想办法进去了，开了前门，丽塔也跟着进去。她们在床上竟然发现了一具黑发女性尸体！丽塔吓得要大叫，但贝蒂制止了她。
回到家，丽塔要剪掉头发掩饰，但贝蒂为她戴上假发。当晚，贝蒂让丽塔到自己的床上睡，丽塔吻了贝蒂。这个晚上两位女士在对方的怀抱中找到了慰籍。
“你以前试过吗？”贝蒂轻问丽塔。
“不知道，你呢？”丽塔答道。
“我想和你在一起，我爱你。”贝蒂说。
当晚，丽塔做梦，口中念念有词地说“寂静，寂静”。她要贝蒂跟她到一个地方，当时是凌晨两点。
两位女士坐车到了一处叫“寂静”的剧院。里面的表演怪诞，司仪双手上展，伴随着灯光打雷声，吓得贝蒂浑身颤抖。一位女中音出场唱了一首歌，两位观众听得悄然落泪。正在这时，贝蒂发现自己的手袋里出现了一个蓝色盒子。
回到家，两人准备打开盒子。但丽塔一转身，发现贝蒂不见了。丽塔独自打开了盒子，镜头被吸进了盒子那黑洞洞的深处。接着，盒子落在地上。
这时贝蒂的姨妈进来房间，发现里面整整齐齐。
但镜头一转，又回到了戴安娜的房间，牛仔推门进来说：“嗨，靓女，是时候起床了。”
在刚才那张有一具黑发女尸的床上躺着一个活人，她也叫戴安娜（同样由妮奥米·瓦兹饰），被一阵敲门声吵醒了。只见这位金发的戴安娜脸色苍白，没有生气，头发凌乱。她起来开门，门外是女邻居，她要取走一些东西，只见桌子上摆着一根蓝色的钥匙。邻居走的时候说到，两个探员又来过一次，要找戴安娜。
戴安娜去煮咖啡，突然扭头看到一位黑发女士，正是刚才的丽塔!但戴安娜说到：“是你，卡米拉，你回来了。”但只是幻想，她煮好咖啡后向沙发走去，只见沙发上躺着那位黑发女士卡米拉，半身裸露。戴安娜上前，两人要亲密，但卡米拉突然强硬起来说：“我们不能再干那事了。”戴安娜吃了一惊，很快她就硬起来说：“别说这个。”卡米拉制止了她。戴安娜面带愤怒问道：“是不是因为他？”
在片场，导演亚当在教授一位男演员如何和黑发卡米拉接吻，他亲自到车上示范。卡米拉要戴安娜留在场，让后者看着自己和导演亲吻。戴安娜眼睛圆睁地看着。
接着是戴安娜一边哭一边手淫。突然电话响起，是卡米拉。卡米拉说车在外面等着，让戴安娜来赴约。戴安娜答应了。
又回到了片头那熟悉的穆赫兰大道上的情景。戴安娜正坐在开始时丽塔坐的那辆车上。车突然停了，司机说：“给你一个惊喜。”只见黑发卡米拉从路边走下来，对戴安娜说：“捷径。”接着就把戴安娜带到上面亚当的豪宅那里。亚当正在开party。显然戴安娜迟到了。亚当的母亲科科（就是刚才的房东）迎接了她。在席间，科科问了戴安娜的来历。戴安娜说到，自己是加拿大吉特巴舞比赛冠军。后来自己在洛杉矶的姨妈过身，留下了遗产。戴安娜来到这准备发展。她在一部叫《The Sylvia North Story》电影试镜时落败给黑发卡米拉。也正是那次她认识了卡米拉。在卡米拉的帮助下，戴安娜有机会演了一些小角色。
这时卡米拉身旁走来了一位金发女郎，这是之前的金发卡米拉！金发卡米拉对黑发卡米拉耳语了两句，竟在戴安娜面前热烈的亲嘴。看得戴安娜眼泪直流。
这时亚当和黑发卡米拉好像要宣布什么事，虽然没出口，但可以猜到是他俩要结婚了。
镜头再一次被打断，在电影开始不久的那个餐厅里。戴安娜面如死灰，对面坐着那个笨拙的杀手。戴安娜向对方拿出了卡米拉的照片，说：“就是她了。”杀手要看钱。戴安娜给他看了包里一叠美元。杀手向她晃了晃一根蓝色的钥匙，说，事成之后，她会在桌子上找到这根钥匙的。
又来到那个怪物那，其实他是个无家可归的乞丐，他手里玩弄着一个蓝色的盒子。
这时只见机场里伴着贝蒂一起出来的那对老夫妇变得很小，从蓝盒子里爬出来了。他们面目狰狞的狂笑着，追赶着戴安娜。戴安娜被逼得一直尖叫，她退到睡房，慌乱之中在抽屉里拿出手枪，自杀了。
又回到寂静剧院，包厢里一位化了浓妆的女士淡淡地说：“寂静。”

### 评论
林奇对《穆赫兰大道》的“涵义”或“象征意义”始终拒绝发表评论，引发了众多讨论和诠释。影片的片段相互关联，不过很多观众可能要看上几遍才能掌握林奇反传统的梦幻式手法。
影片的前1小时56分钟讲述了几个相互交织的故事。主线是贝蒂·艾尔慕（妮奥米·瓦兹饰），一个刚从安大略深河搬到好莱坞，心比天高，快活得起腻的年轻女演员。在茹丝姨妈的公寓暂住时，贝蒂遇到了车祸逃生的黑发女人，并试图帮助她找回身份和记忆。黑发女人称自己“丽塔”（因为看到一张电影海报上的丽塔·海华丝），后来想起一个名字“戴安娜·塞尔文”似曾相识。
副线围绕导演亚当·凯歇尔（Justin Theroux饰）被胁迫请一个名叫卡米娜·罗得的女演员主演他正在拍摄的新片。其它一些小故事包括一个笨拙的杀手，和一个男人梦到温奇餐馆后面的“怪物”。
剧情的发展越来越梦幻诡异，直到最终急转直下，所有这些线索都被抛在一边。故事至此原来都是真正的戴安娜·塞尔文（改由Naomi Watts饰）的一个梦。她在梦里把自己当作贝蒂·艾尔慕，拿自己的生活、过去和性格剪切重组成了一个好莱坞式的故事。一系列的闪回镜头揭示，戴安娜从安大略搬到好莱坞继承她过世的姨妈茹丝的遗产，并与正开始走红的女演员卡米娜·罗得（梦中的丽塔，Laura Elena Harring饰）相恋；当卡米娜和她分手时，戴安娜雇了杀手杀死卡米娜。饱受妒忌折磨的戴安娜在影片的结尾自杀。
2023年，爛番茄滿25週年特別專題中，本片名列「影評家選出過去25年的最佳電影」排行榜第3名。

## 分析
《穆赫兰道》富含象征手法。特别是从影片的最后半小时可以看出，戴安娜的梦境充满了她对现实生活中人与事的变形和重组。（《穆赫兰大道》之所以能让人百看不厌，主要原因之一正是戴安娜错综复杂的梦境让观众不断试图读解而欲罢不能。）
关于这一点，甚至她后来的那些回忆也未必不掺任何梦幻色彩。例如，她忆起卡米娜·罗得曾真地赢走了她在电影“西尔维北区故事”中的角色（虽然在“现实”生活中并非由凯歇尔导演）；可能还赢走了亚当·凯歇尔的温情（在戴安娜夢鏡中她去試鏡得到賞識後被帶到片場裡，與亚当·凯歇尔四目相交時的反應，顯露出一絲情愫，但最後仍為了卡米娜而提早離開）。但是“西尔维北区”很可能象征着“来自加拿大的塞尔文”（“塞尔文（Selwyn）”和“西尔维（Sylvia）”都源于拉丁文的“sylvanus”，意为“树林”；戴安娜是罗马神话中的狩猎女神；另外戴安娜在梦中姓“艾尔慕”（Elms），即榆树；而加拿大在美国北边）。类似的是，亚当·凯歇尔（Adam Kesher）在希伯莱语中可解为“人类社会”或“人际交往”；也许戴安娜对这位导演的爱恋未果（或者至少是她对他和卡米娜的关系的妒忌）象征着她渴望与他人交往；而在影片中她至此仍沉浸在自己的臆想中不能自拔。另一方面，“戴安娜·塞尔文”可能是她给自己起的艺名，甚至可能是她刻意让自己适合“西尔维北区”的角色所作的努力；如果是这样的话，我们根本不知道她的真名为何。正如在林奇的其它作品中一样，“现实”微妙而模糊；可以说，即使“戴安娜”的回忆基本属实，我们所把握到的“现实”也无法不被她对现实的理解所扭曲。（况且，导演几次含蓄地提醒观众，整个故事归根结底是一部电影。）
对于梦中的人和事，各方有多种解释。但比较统一的有如下几点：
- 戴安娜有着强烈的愿望，希望卡米拉能一直留在自己的身边。所以在梦中，卡米拉失忆，成为一个弱者。而贝蒂--戴安娜梦中的化身，则是一个靓丽有生气的女孩，做事果断，成为丽塔/卡米拉的依托。
- 戴安娜希望自己的演艺事业成功。她在梦中成功试镜。
- 餐馆后面的乞丐（其实是个女人）是戴安娜罪行的见证人，或者說其實是戴安娜自己內心邪惡面的形象〈電影最後有將乞丐跟片頭在投射燈下歡笑的戴安娜兩者影像交疊〉。戴安娜很害怕去面对她。在梦中她就让一个路人替她受罪。
- 戴安娜恨那位导演亚当，在梦中让他到处碰壁。
- 在真實宴會中黛安娜提及自己的星路並不理想，而片頭姨父母緊緊跟隨其後，跟夢境中姨父母坐在豪華轎車中那很詭異的笑，似乎顯示姨父母希望藉由黛安娜的演藝之路帶來好處，並且可能也有給黛安娜相當的壓力，所以最後黛安娜的似真似假的幻覺中，在失去卡米拉的愧疚跟姨父母的追趕〈象徵姨父母的壓力〉下，她承受不住而開槍自盡。

另外还有一些牵强的观点：
- 牛仔是戴安娜心中好的意识的代表，因为他离开了那个使自己受辱的宴会。
- 陪同戴安娜从机场里出来的老夫妇是现实中戴安娜的姨父母
- 床上的腐尸是代表戴安娜梦到自己的死相，但同时她又想到了卡米拉死了，于是床上的腐尸是卡米拉的形象。

如上所述，对影片的理解尚未盖棺定论。影片肯定是对好莱坞和电影的某种批评——片中几次直接或间接地引用了比利·威尔德的经典影片《日落大道》（1950年）和一批被统称为黑色电影的影片。但是显然，林奇把这种批评的确切内容和性质留给了观众去品味。

## 可能的影响和引用
- 英格玛·伯格曼1966年的影片《假面》讲述了一个关于两个女人在讨论性格和角色分配时交换角色的故事，与《穆赫兰大道》的部分情节惊人地相似。
- 有几处地方可能间接引用了昆廷·塔伦蒂诺1994年的影片《低俗小说》。戴安娜雇杀手的餐馆像抢劫发生的餐馆。司机拿枪瞄着丽塔像文森特误杀马文的情节。最重要的是，刺杀一场有浓重的塔伦蒂诺气息；杀手呼救的形象正像文森特在米娅磕药过量时呼救的形象。
- 除了名字相像之外，《穆赫兰大道》还有无数其它地方引用了1950年的《日落大道》。两部电影都涉及一个充满梦想的好莱坞新人，一个三角恋爱，和由此引起的死亡。而且，两部电影都探讨了好莱坞的黑暗面，以及电影如何从认知的角度被体验和感知。
- 有几处地方可能引用了希区柯克。影片开始时的跳舞镜头是重温《辣手摧花（英语：Shadow of a Doubt）》开始时的镜头，两者都是一场涉及跳舞的梦幻的开始，又都是揭开谜底的关键。另外，贝蒂把丽塔“改造”成金发女郎与《迷魂記》中男主角史考提“改造”茱蒂的努力相似。最后，影片强调用对梦的解释揭开一个身份谜团，这似乎是受了《意亂情迷》的影响。
- 林奇把《穆赫兰大道》的一部分作成一个包含现实成分的完美梦境，从而保持了他一贯在影片中引用《绿野仙踪》的传统。

## 片中谬误
- 一位调查车祸现场的探员说道：“我们在凯迪的后座找到这个。”—其实那是一辆林肯。
- 飙车的青年驾着两辆车，可见两辆车都有不止一个人，还有人站着，身体露到车篷外。但撞车那一刹那，可见来车只有一个人，而且没有人超过车篷站着。
- 麗塔車禍後頭上流著血，在草叢堆睡醒後血痕卻從右臉頰消失。
- 藏錢包的圓筒盒在放完錢包後有用頂黑帽蓋住，後來取出後帽子卻消失了。
- 然而以上場景皆屬「夢境」，亦無所謂謬誤之論，因夢境中無絕對正確如現實生活的人事物。